# Nof ha-Galil
Nof ha-Galil (hebr. נוֹף הַגָּלִיל), do 2019 Nacerat Illit (hebr. נצרת עילית; arab. الناصرة العليا) – miasto położone w Dystrykcie Północnym w Izraelu.
Miasto jest ważnym ośrodkiem przemysłowym, biznesowym i administracyjnym Dolnej Galilei. Ze względu na dużą populację rosyjskich Żydów jest jednym z najważniejszych ośrodków „kultury rosyjskiej” w kraju. Ściśle związane z sąsiednim arabskim miastem Nazaret.

## Położenie
Miasto Nof ha-Galil leży we wschodniej części masywu górskiego Hare Nacerat (około 400 m n.p.m.), który stanowi północną granicę intensywnie użytkowanej rolniczo Doliny Jezreel w Dolnej Galilei, na północy Izraela. W jego otoczeniu znajduje się miasto Nazaret, miasteczka Ar-Rajna, Maszhad, Kefar Kanna, Ein Mahil, Dabburijja i Iksal. Miasto jest częścią obszaru metropolitalnego Nazaretu.
Nof ha-Galil jest położone w Poddystrykcie Jezreel, w Dystrykcie Północnym Izraela.

## Środowisko naturalne
Miasto jest położone na wysokości od 430 do 550 metrów n.p.m. we wschodniej części masywu górskiego Hare Nacerat, który stanowi północną granicę Doliny Jezreel w Dolnej Galilei. W północnej części miasta wznosi się góra Har Jona (573 m n.p.m.). Natomiast teren na południe od miasta opada stromo 200 metrów w dół do Doliny Jezreel. Spływa tędy głębokim wadi strumień Nachal Tawor. Po stronie wschodniej przebiega wadi strumienia Barak Ben Avin'om. Teren na północy również stromo opada około 200 metrów w dół do Doliny Bikat Turan.

## Historia

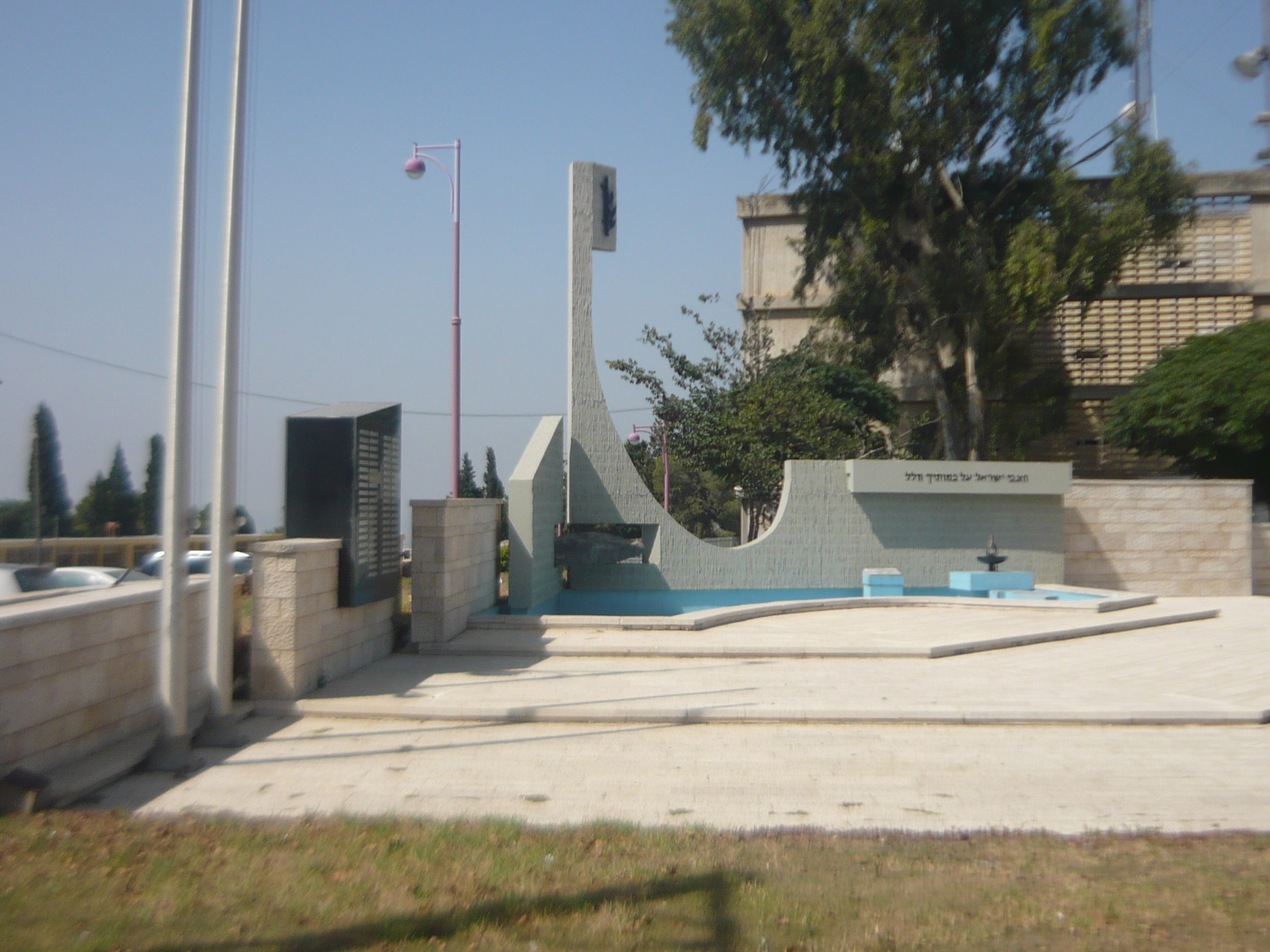
Pomnik poległych w wojnach mieszkańców Nof ha-Galil

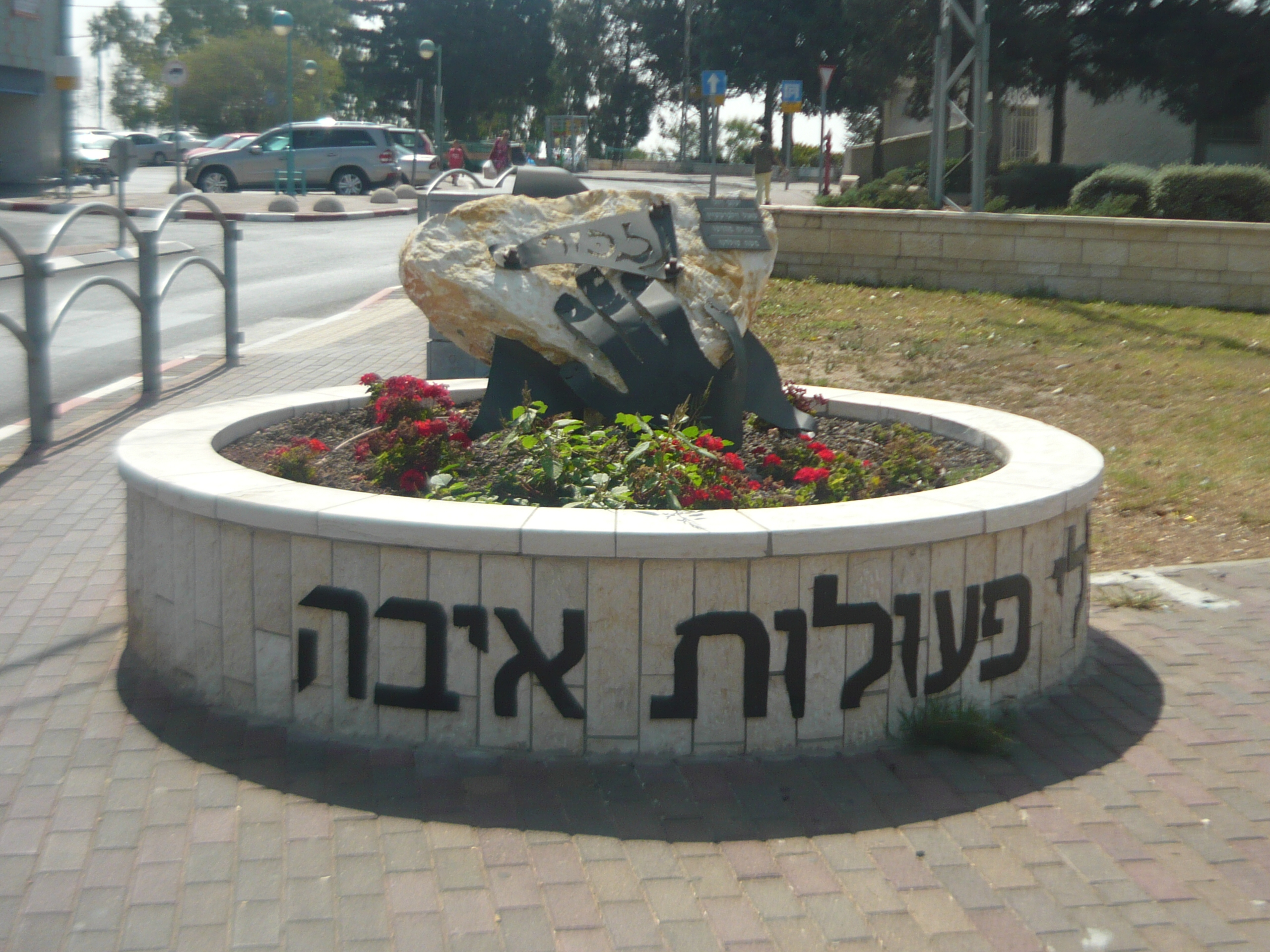
Pomnik ofiar terroru w Nof ha-Galil

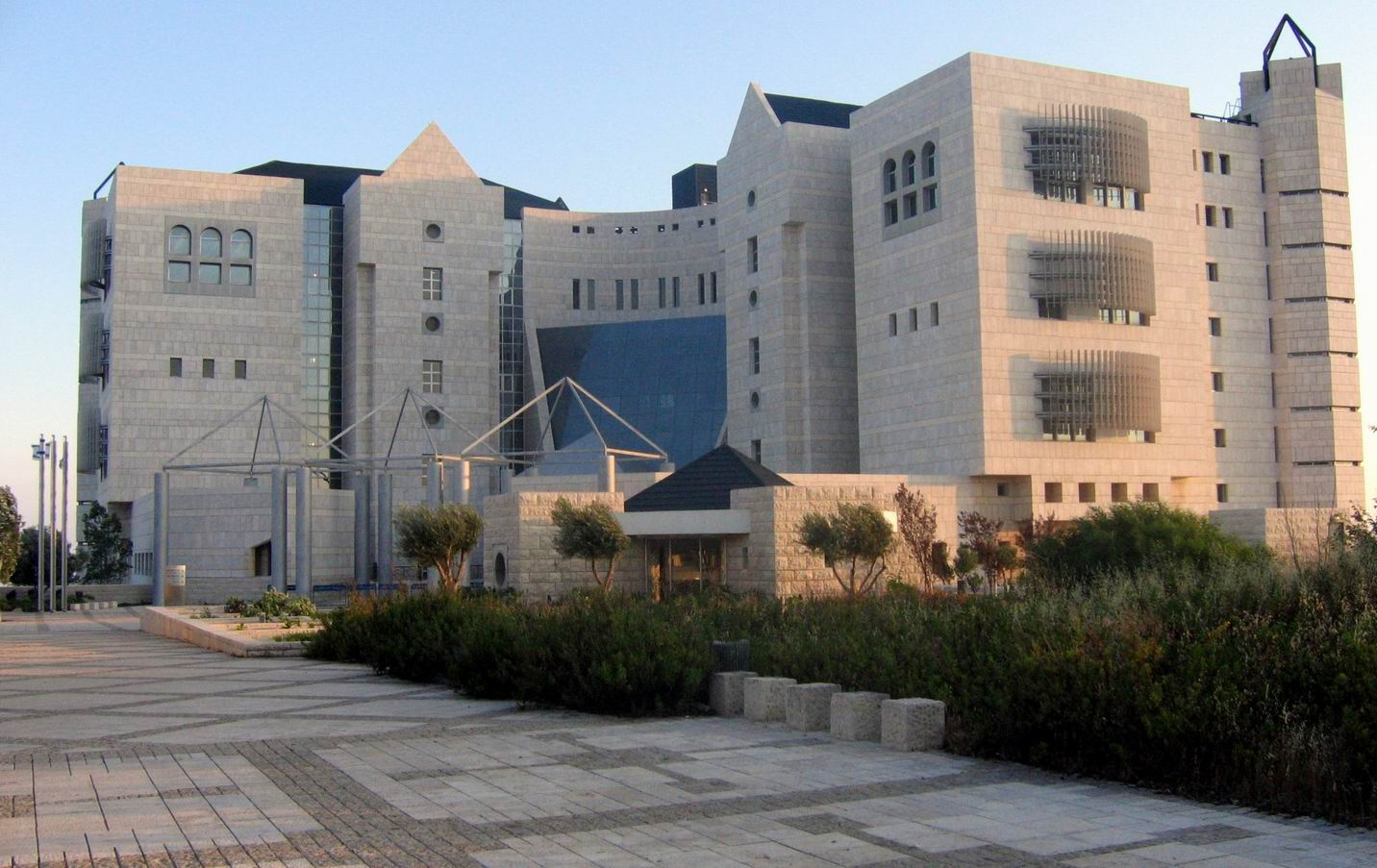
Budynek sądu Nof ha-Galil

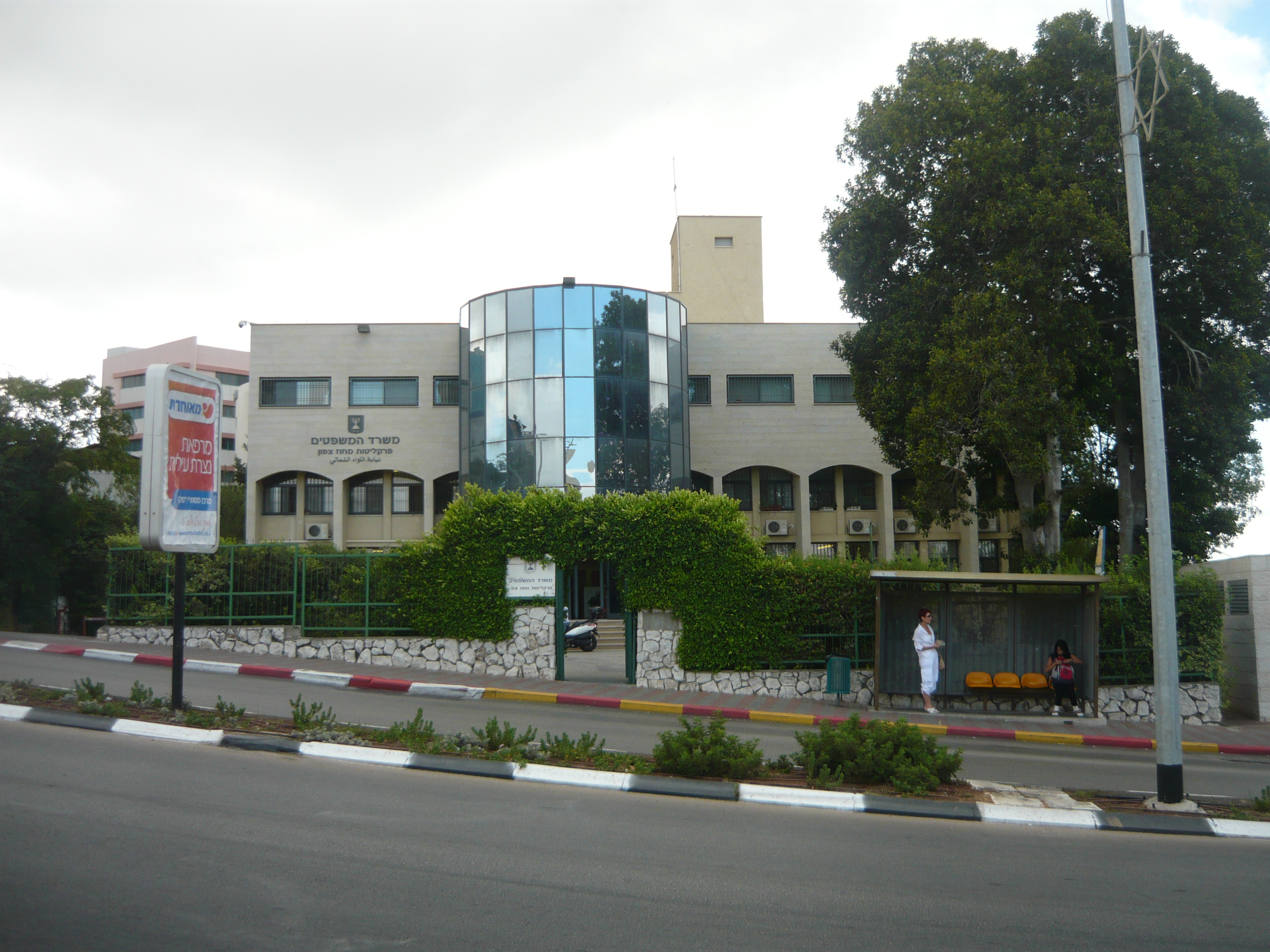
Nowoczesna architektura budynków administracji państwowej w Nof ha-Galil

Przez długi czas cała okolica była zdominowana przez ludność arabską, która koncentrowała się wokół sąsiedniego miasta Nazaret. W wyniku I wojny światowej obszar ten wraz z całą Palestyną przeszedł pod panowanie brytyjskie. Władze Brytyjskiego Mandatu Palestyny umożliwiały rozwój osad arabskich, jednak w całym kraju narastał konflikt izraelsko-arabski.
Przyjęta 29 listopada 1947 roku Rezolucja Zgromadzenia Ogólnego ONZ nr 181 w sprawie podziału Palestyny zakładała, że miasto Nazaret i jego okolica będą znajdować się w państwie arabskim. Arabowie odrzucili jednak plan podziału Palestyny i doprowadzili do wybuchu wojny domowej w Mandacie Palestyny.
Jej kontynuacją była I wojna izraelsko-arabska, podczas której w maju 1948 roku oddziały Arabskiej Armii Wyzwoleńczej dowodzone przez Fauziego al-Kawukdżiego przegrupowały się do Nazaretu. Atakowały stąd żydowskie linie komunikacyjne. Dopiero podczas operacji Dekel w dniu 16 lipca 1948 roku Nazaret został zajęty przez wojska izraelskie. Arabowie poddali miasto, nie stawiając oporu. W przeciwieństwie do innych miast w Galilei, izraelskie dowództwo nie przeprowadziło akcji wysiedlania ludności arabskiej, dzięki czemu Nazaret zachował swój arabski charakter. Cały okoliczny obszar pozostał także nadal zdominowany przez ludność arabską.
Koncepcja wzmocnienia żydowskiej obecności w tej części Galilei pojawiła się na początku lat 50. XX wieku. Jednak Dyrektor Departamentu Mniejszości w Ministerstwie Spraw Wewnętrznych, Szymon Landam stwierdził, że bezpośrednią przyczyną podjęcia decyzji o utworzeniu nowego miasta w tym miejscu był wynik wyborów samorządowych w 1954 roku, które zdecydowanie wygrała w tej okolicy Komunistyczna Partia Izraela. Prawdopodobnie z tego powodu zdecydowano się na utworzenie nowego miasta, które przyciągnęłoby nowych mieszkańców, stwarzając możliwość zmienienia układu sił politycznych w przyszłości. Nie było żadnych powodów gospodarczych lub bezpieczeństwa, aby budować w tym regionie nowe miasto.
Pomimo to w 1954 roku wywłaszczono 120 ha ziemi na cele publiczne. Wywołało to gwałtowne protesty arabskich właścicieli, którzy odwołali się do Sądu Najwyższego. W 1955 roku Sąd Najwyższy wydał decyzję (HJC 30/55) ograniczającą wielkość wywłaszczonych gruntów do niecałych 11 ha, na których miały powstać obiekty rządowe z niewielką dzielnicą mieszkaniową. Niemal natychmiast przystąpiono do prac budowlanych i już we wrześniu 1956 roku powstały pierwsze mieszkania. Pierwsi mieszkańcy zamieszkali w nich w grudniu.
Według historyka Geremy Formana nowe miasto „chroniło żydowski charakter Galilei w całości… podkreślało suwerenność państwową”, ale także „miało osłabić Nazaret liczebnie, ekonomicznie i politycznie”. Dokumenty opublikowane przez Ministerstwo Obrony Izraela pokazują, że armia była żywo zainteresowana powstaniem miasta i wspierała rozwój tutejszego przemysłu. Przez pewien czas ministerstwo obsługiwało wszystkie potrzeby nowego miasta: wznosiło zakłady pracy, przekonywało agencje rządowe do przeniesienia tutaj siedzib i swoich pracowników, budowało oraz zaopatrywało w potrzebne materiały szkoły.
Początkowo nowo powstała żydowska dzielnica nazywała się Kirjat Nacerat. Premier Dawid Ben Gurion planował jej rozbudowę tak, aby nowe miasto stało się siedzibą wszystkich władz administracyjnych Dystryktu Północnego. Rozwojowi dzielnicy mieszkaniowej w miasto musiały jednak towarzyszyć kolejne wywłaszczenia gruntów. Stało się to powodem coraz gwałtowniejszych arabskich protestów, które doprowadziły w maju 1958 roku do wybuchu zamieszek. W trakcie tych starć rannych zostało 30 osób, a policja aresztowało wielu uczestników demonstracji.
Ostatecznie postanowiono pozostawić władze administracyjne w Nazarecie, natomiast nazwę żydowskiej dzielnicy zmieniono w 1958 roku na Nacerat Illit (Górny Nazaret). Dzięki dużej pomocy rządowej bardzo szybko się ona rozwijała, osiągając wielkość zbliżoną do starego Nazaretu. Z tego powodu w 1960 roku żydowską dzielnicę wyodrębniono z granic miasta i rok później nadano jej prawa samorządu lokalnego. Prawa miejskie Nacerat Illit otrzymało w 1974 roku. Odpływ ludności żydowskiej i ich kapitału z Nazaretu spowodował długotrwałe załamanie gospodarki tego sąsiedniego arabskiego miasta. Tymczasem Nacerat Illit rozwijało się jako ważny ośrodek przemysłowy.
W latach 90. XX wieku do miasta napłynęła duża fala żydowskiej imigracji z krajów byłego ZSRR. W ciągu kilku lat liczba mieszkańców podwoiła się, a demograficzny charakter miasta całkowicie się zmienił. Obecnie Nacerat Illit jest uznawane jako jeden z najważniejszych ośrodków „kultury rosyjskiej” w Izraelu. W 2009 roku burmistrz ogłosił plan budowy nowej dzielnicy przeznaczonej do ultraortodoksyjnych Żydów, która została wybudowana na położonym na północy wzgórzu Har Jona. Teren tej dzielnicy oddzielono granicą administracyjną od sąsiednich arabskich miejscowości, jednak ich mieszkańcy nieustannie krytykują rozwój Nof ha-Galil.

## Nazwa miasta

### Dawna nazwa
Nazwa miasta Nacerat Illit oznacza Górny Nazaret. Etymologia nazwy Nazaret nie jest dokładnie znana, ale wywodzi się od starożytnego żydowskiego miasta Nazaret. W związku z tym jest bardzo prawdopodobne, że wywodzi się ona z hebrajskiego słowa necer, oznaczającego zieloną gałązkę. Chrześcijanie przyjmują ten tok argumentacji, ponieważ wydaje się im zgodny z proroctwem biblijnym mówiącym, że Jezus jest potomkiem z rodu Dawida (zielona gałązka, która wyrosła z korzenia Dawida).
Inna teoria mówi, że nazwa miasta wywodzi się od wcześniejszej aramejskiej nazwy lub innej semickiej formy językowej. W języku arabskim miasto nazywa się An-Nasira. Nazwa ta odnosi się do pochodzenia ludzi z określonej krainy geograficznej lub plemienia. W Koranie chrześcijanie określani są nazwą naṣārā, czyli ci, którzy poszli za Jezusem. Jest bardzo prawdopodobne, że arabska nazwa miasta odnosi się do faktu, że było ono zamieszkałe przez dużą społeczność chrześcijańską.

### Nowa nazwa
W 2019 doszło do zmiany nazwy na Nof ha-Galil, aby miasto nie myliło się z Nazaretem

## Demografia
Zgodnie z danymi Izraelskiego Centrum Danych Statystycznych w 2011 roku w mieście żyło ponad 40,5 tys. mieszkańców, w tym 69,7% Żydzi, 5,4% Arabowie muzułmanie, 12,2% Arabowie chrześcijanie i 12,7% inne narodowości (mniej niż 0,1% stanowią Druzowie). Wskaźnik wzrostu populacji wyniósł w 2011 roku -0,7%. W roku tym urodziło się 542 dzieci, a zmarło 413 osób (odnotowano 1 zgon niemowląt). Według danych za 2010 rok liczba pracowników wynosiła 19860, a liczba osób pracujących na własny rachunek wynosiła 7248. Średnie miesięczne wynagrodzenie w 2010 roku wynosiło 5808 ILS (średnia krajowa 7522 ILS). Zasiłki dla bezrobotnych pobierało 558 osób, w tym 273 mężczyzn (średni wiek: 46 lata). Świadczenia emerytalne oraz renty pobierało 7424 osoby, a zapomogi społeczne 3416 osoby (w tym 1533 zasiłki pielęgnacyjne, 1877 inwalidzkie, osób niepełnosprawnych w innym znaczeniu 261, oraz 206 pracujących inwalidów).
| Wiek (w latach) | Procent populacji w % |
| --------------- | --------------------- |
| 0 – 4           | 6,0                   |
| 5 – 9           | 6,1                   |
| 10 – 14         | 6,5                   |
| 15 – 19         | 5,8                   |
| 20 – 29         | 13,9                  |
| 30 – 44         | 18,6                  |
| 45 – 59         | 19,3                  |
| 60 – 64         | 6,9                   |
| 65 –            | 16,9                  |

## Symbole
Obecny herb Nacerat Illit został przyjęty w 1974 roku. Zawiera on kilka charakterystycznych dla tego miasta symboli. Najważniejszym elementem jest umieszczony pośrodku tarczy herbowej charakterystyczny dla tej okolicy kwiat irysa Ha-Gilboa (Iris hainei). Po obu bokach widnieją gałązki oliwne, które nawiązują do rosnących tutaj drzew oliwnych. Dodatkowe symbole poniżej i powyżej kwiatu wskazują na szybką rozbudowę miasta i obecność przemysłu.

## Polityka
| Burmistrz       | Lata sprawowania urzędu |
| --------------- | ----------------------- |
| Mordechaj Elon  | 1974–1977               |
| Menachem Ari’aw | 1977–2008               |
| Szimon Gafsou   | 2008–nadal              |

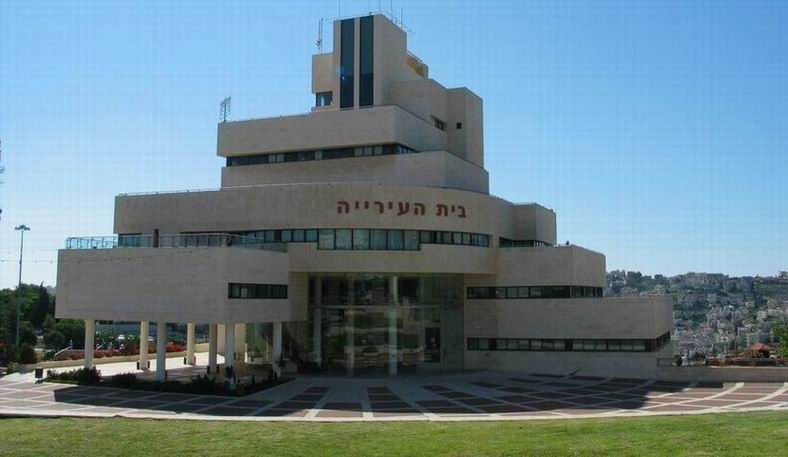
Urząd Miejski Nacerat Illit

Idea założenia miasta Nacerat Illit zakładała, że będzie ono służyć jako stolica administracyjna społeczności żydowskiej Galilei. Z tego powodu umieszczono tutaj siedziby wielu ważnych instytucji, takich jak sąd okręgowy, rejonowy sąd pracy, sąd magistracki, prokuraturę Dystryktu Północnego, urząd rejestracji gruntów, urzędy ministerstwa finansów, ministerstwa edukacji i spraw wewnętrznych odpowiedzialne za ziemie północne. Urząd miejski mieści się w nowoczesnym budynku przy ulicy Rimon, w bezpośrednim sąsiedztwie granicy miasta Nazaret. Burmistrzem od 2008 roku jest Szymon Gafsou.
Nacerat Illit ma zawarte umowy partnerskie z następującymi miastami:
| - San Miguel de Tucumán, Argentyna - Klagenfurt, Austria - Saint-Étienne, Francja | - Leverkusen, Niemcy - Alba Iulia, Rumunia - Kikinda, Serbia | - Detroit, Stany Zjednoczone - Czerniowce, Ukraina - Győr, Węgry |

## Gospodarka

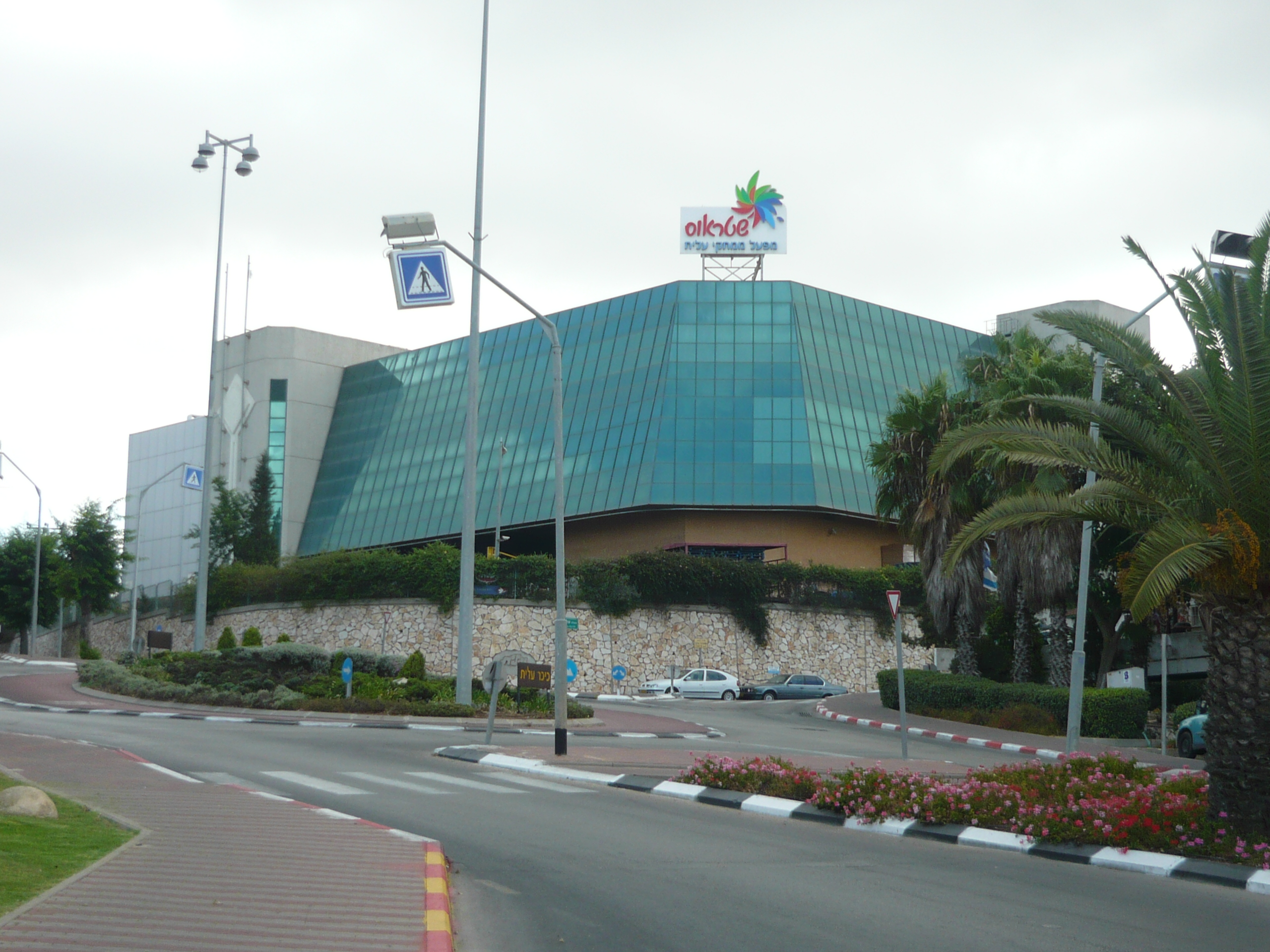
Zakłady Elite-Strauss

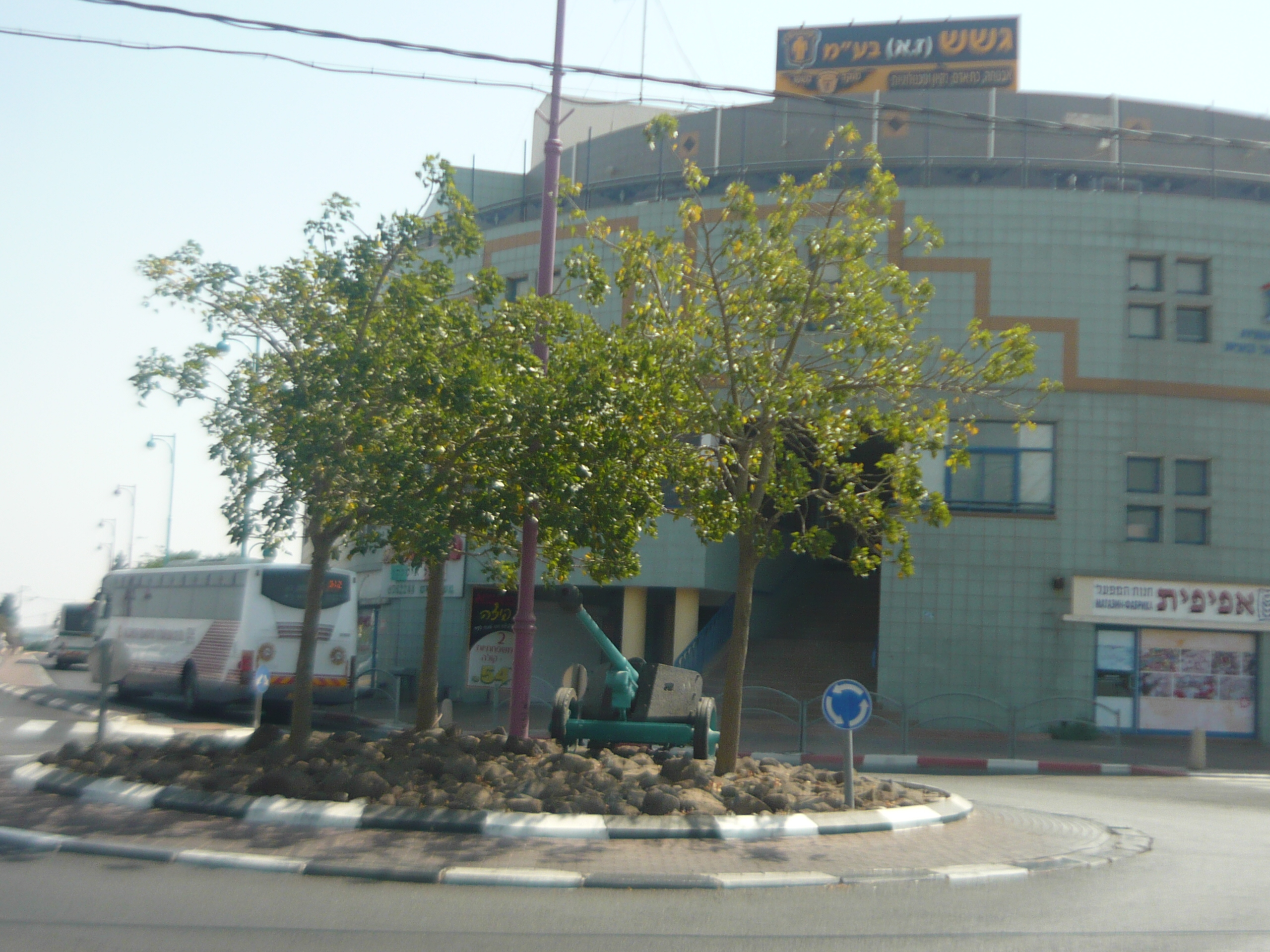
Centrum handlowe Rasko

Miasto rozwija się jako ważne centrum przemysłowe, handlowe i biznesowe dla całego regionu Dolnej Galilei. Przemysł jest sercem i płucem miasta, dając zatrudnienie dla połowy mieszkańców. Wyjątkową rolę zajmuje tutaj położony w zachodniej części miasta duży zakład czekolady Elite-Strauss, która jest największą fabryką słodyczy na Bliskim Wschodzie. Zakład zatrudnia kilkuset pracowników. W południowo-zachodniej części miasta od 1966 roku mieści się zakład Automotive Industries Ltd., będący montownią samochodów osobowych i ciężarowych. Początkowo odbiorcą był rynek cywilny, na który dostarczano samochody Ford Escort, Ford Transit oraz autobusy szkolne. W późniejszych latach firma skupiła się na rynku wojskowym, montując samochody terenowe Jeep, ciężarówki Dodge D-100, Dodge W-200, ciężarówki taktyczne AMG M-800 i inne. Obecnie produkowane są samochody terenowe Storm, lekkie ciężarówki Abir oraz różne specjalistyczne pojazdy terenowe.
Pozostałe zakłady są zlokalizowane w strefach przemysłowych A, B i C. W krótkim czasie powstało tutaj ponad sto zakładów przemysłowych z branży elektronicznej, spożywczej, odzieżowej, metalurgicznej i inne. Duża dynamika aktywności gospodarczej doprowadziła do utworzenia w północnej części miasta dwóch nowych stref przemysłowych Har Jona i Birdie. Strefa Har Jona zajmuje powierzchnię ok. 70 ha i skupia w większości firmy z branży elektronicznej i nowych technologii. Natomiast strefa Birdie posiada pięć sektorów – sektory A i B (powierzchnia ok. 2 tys. ha), oraz sektory C, D i E (powierzchnia ok. 4 tys. ha) – które nieustannie się rozrastają. W fazie pierwszej powstały dwa pierwsze sektory, a powstała w nich firmy dały zatrudnienie ponad 3 tys. pracownikom. Aby zaspokoić popyt ze strony innych inwestorów, przystąpiono do tworzenia kolejnych sektorów. Szacuje się, że zatrudnienie w strefie wyniesie około 20 tys. osób. Są tutaj między innymi zakłady włókiennicze Klil Yofi, zbrojeniowe La’or, systemów klimatyzacji Acclimatic, i wiele innych. Korzystają one z licznych udogodnień podatkowych (jedne z najniższych w kraju). Rozwój stref przemysłowych przyczynił się do absorpcji kolejnych fali imigrantów i zmniejszenia bezrobocia w mieście.
W mieście znajdują się liczne centra handlowe – Dado, One, Bazar, Rasko, Centrum 2000, Super-Sal.

## Infrastruktura
W mieście nie ma szpitala, jednak w sąsiednim Nazarecie są zlokalizowane Szpital Świętej Rodziny (tzw. Włoski Szpital), Szpital Nazaret (tzw. Angielski Szpital) oraz Szpital św. Wincenta à Paulo (tzw. Francuski Szpital). W razie potrzeby, w pobliskiej Afuli jest Centrum Medyczne Doliny. W każdym osiedlu są przychodnie zdrowia. Remiza straży pożarnej znajduje się w północno-zachodniej części miasta, przy ulicy Hermon. Natomiast cmentarz miejski jest położony przy ulicy Ma’ale Icchak, we wschodniej części miasta.

## Transport
Miasto jest położone w bezpośrednim sąsiedztwie ważnych arterii komunikacyjnych Dolnej Galilei, co wywiera korzystny wpływ na jego rozwój.
Przez całe miasto z południowego zachodu na północny wschód przebiega ulica Ma’ale Icchak, która umożliwia dojechanie do wszystkich dzielnic i stref przemysłowych Nacerat Illit. Wyjeżdżając z miasta w kierunku południowo-zachodnim wjeżdża się do sąsiedniego miasta Nazaret, a symboliczną linię graniczną między oboma miastami wyznacza droga nr 75. Jadąc nią w kierunku południowo-zachodnim dojeżdża się do skrzyżowania z drogą ekspresową nr 60 prowadzącą na południe do miasta Afula. Natomiast jadąc drogą nr 75 dalej na zachód dojeżdża się do miejscowości Jafa an-Naserije i miasta Migdal ha-Emek. Droga nr 75 kończy swój bieg w północnej części Nazaretu, na skrzyżowaniu z drogami nr 700 (prowadzi na północny zachód do drogi nr 79) i nr 754 (prowadzi na północny wschód do miejscowości Ar-Rajna i skrzyżowania z drogą nr 79). Z północnej części Nacerat Illit wychodzi w kierunku północno-zachodnim droga nr 6400. Dojeżdża się nią do ronda, z którego wychodzi na zachód droga nr 79, a z południa na północ przebiega droga nr 754 (prowadzi dalej na północny wschód do miejscowości Meszded i Kefar Kanna). Lokalna droga umożliwia dojechanie do położonej na wschodzie miejscowości Ein Mahil.
W 2011 roku w mieście było zarejestrowanych 12019 pojazdów silnikowych, w tym 10536 samochodów osobowych (średnia wieku samochodów prywatnych wynosiła 8 lat). W roku tym w mieście doszło do 62 wypadków.
Głównym środkiem transportu są dalekobieżne autobusy linii Egged i lokalne autobusy linii Kavim. Przez cały dzień autobusy regularnie odjeżdżają do Nazaretu, Afuli, Tyberiady, Hajfy i Tel Awiwu.
Izraelski rząd przyjął plan budowy linii kolejowej Rakewet Jisra’el, która ma w przyszłości połączyć Hajfę z Nazaretem. Początkowo zakładano, że linia będzie obsługiwać jedynie lekkie pociągi pasażerskie, jednak w 2011 roku zdecydowano, że będą tędy także jeździć ciężkie pociągi towarowe. Dzięki temu Nacerat Illit również uzyska dostęp do pobliskiej stacji kolejowej.
W odległości 11 km na południowy zachód od miasta znajduje się port lotniczy Megiddo. Mogą na nim lądować niewielkie prywatne samoloty. Natomiast 23 km na północnym zachodzie znajduje się duży port lotniczy Hajfa obsługujący połączenia międzynarodowe.

## Architektura

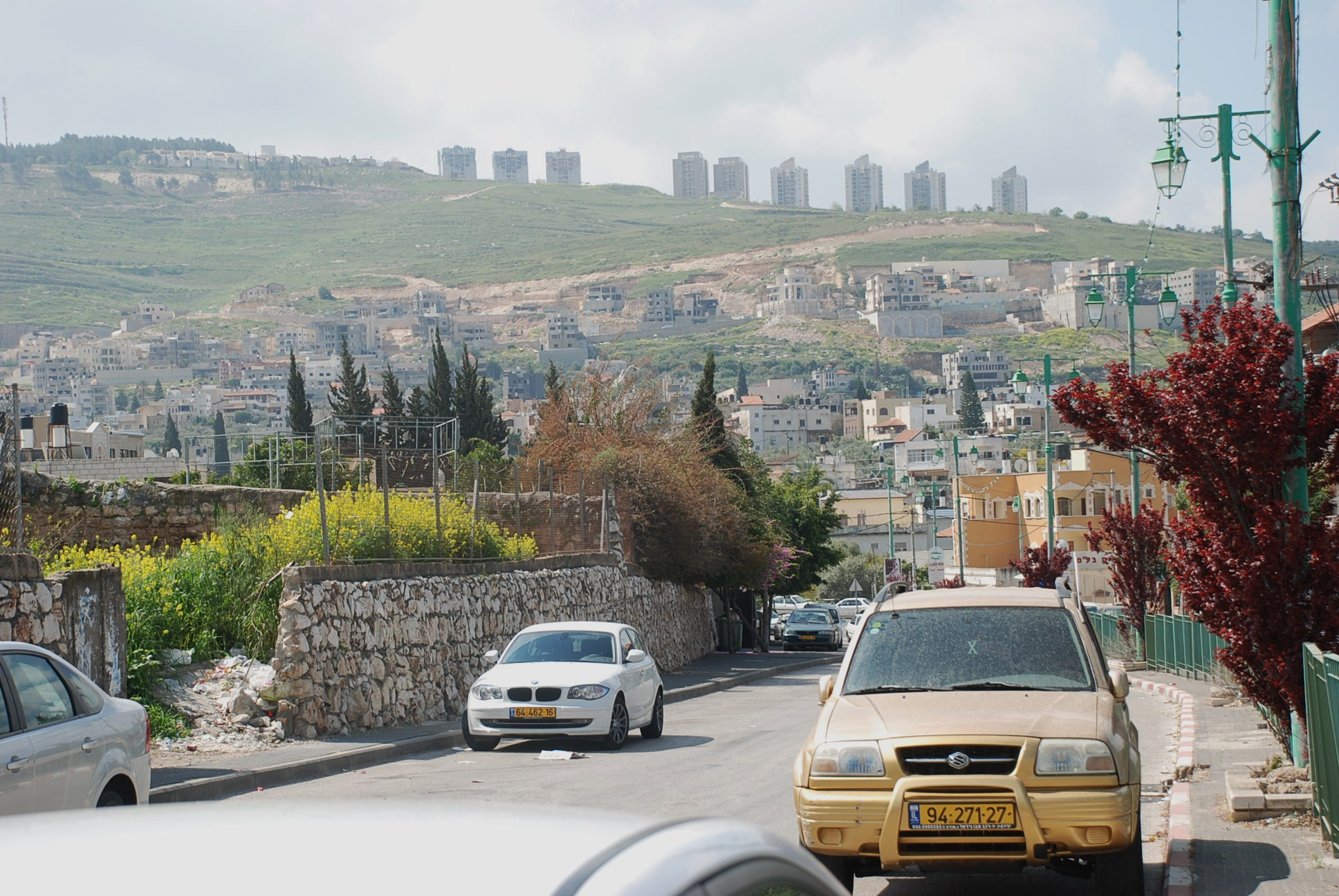
Widok nowoczesnych osiedli mieszkaniowych Nacerat Illit widzianych od strony arabskiej miejscowości Kefar Kanna

Rozwój miasta zawsze był naturalną konsekwencją przyrostu liczby jego mieszkańców. Nacerat Illit pod tym względem było jednym z najszybciej rozwijających się miast w kraju. Zjawisko to szczególnie nasiliło się na początku lat 90. XX wieku, kiedy to w ciągu czterech lat (w 1991 r. 25 tys. mieszkańców, a w 1995 r. 38,6 tys. mieszkańców) tempo wzrostu wyniosło 65%. Absorpcja nowych imigrantów wymuszała na władzach szybką budowę nowych osiedli mieszkaniowych. Powstawały one według projektów wpisujących nowoczesną architekturę w krajobraz otoczenia. To właśnie dlatego o Nacerat Illit mówi się, że jest to „miasto z charakterem”. Zabudowa miasta w większości składa się z niewysokich domów mieszkalnych. Osiedla (Pisgat Ze’ew, Lewi Eszkol, Szalom, Szechuna Deromit, Ben Gurion, Pinchas Sapir, Bene Betecha, Malibu, Ze’ew, Szechuna Cefonit, Nacerat Illit, Nof Jisra’el, Ha-Keramim, Giwat Barak i Har Jona) rozciągają się na stokach wzgórz, w otoczeniu parków i lasów. W kierunku zachodnim z miasta wychodzi się do Parku Jigal Allona, z którego rozciąga się widok na Dolinę Jezreel. Na granicy parku i miasta jest zlokalizowany amfiteatr. Między Nazaretem jest ha-Zeitim Park, który jest uroczym ogrodem drzew oliwnych.

## Kultura
Działalność kulturalna w mieście jest organizowana przede wszystkim przez miejskie centrum kultury, które posiada bibliotekę i sześć osiedlowych domów kultury. Oferują one szereg działań środowiskowych, społecznych, kulturalnych itp. Dodatkowo w mieście znajduje się amfiteatr oraz utworzone w 1967 roku Muzeum Pamięci Holocaustu w Nacerat Illit.

## Edukacja i nauka
Zgodnie z danymi Izraelskiego Centrum Danych Statystycznych w Nacerat Illit mieści się 16 przedszkoli oraz 12 szkół – w tym 6 szkół podstawowych i 4 szkoły średnie. W 2011 roku w 196 klasach szkolnych uczyło się ponad 4,5 tys. uczniów, w tym prawie 2,5 tys. w szkołach podstawowych. Średnia liczba uczniów w klasie wynosiła 21. W południowej części miasta znajduje się ważna instytucja religijno-edukacyjna Chabad-Lubawicz. Jest tu także kolegium nauczycielskie i College Technologiczny Nof ha-Galil.
W mieście znajduje się także Centrum Rekrutacji Sił Obronnych Izraela, które pełni funkcje kulturalno-edukacyjne dla młodzieży. Centrum organizuje programy szkoleniowe dla młodzieży szkolnej z gimnazjów i szkół średnich, podnosząc ich sprawność fizyczną i wiedzę o obronności kraju.

## Turystyka

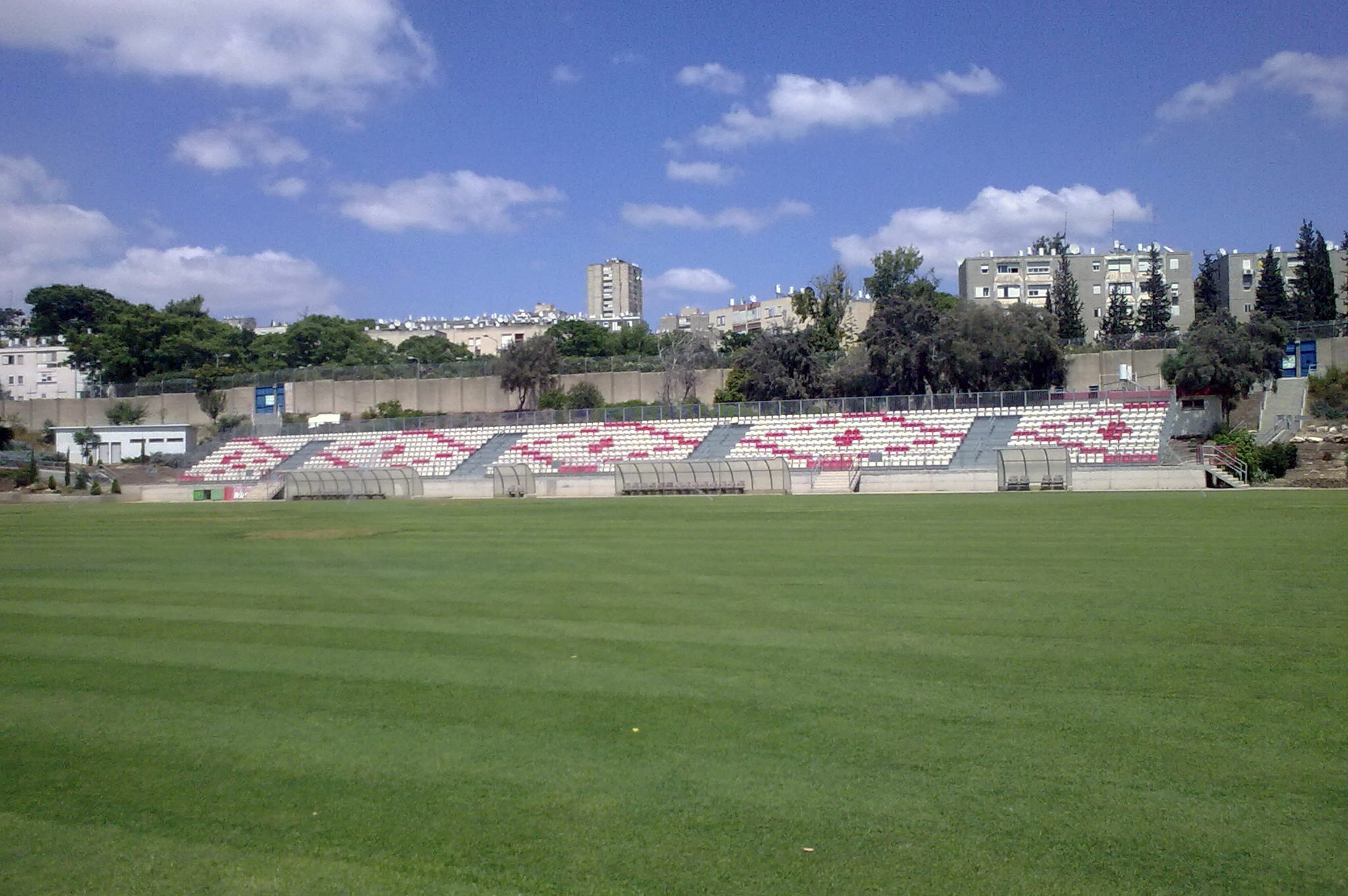
Green Stadium

Górzysta okolica miasta stanowi atrakcyjne tereny do uprawiania pieszej turystyki. Rozciągający się we wschodniej części miasta Parku Jigal Alona przechodzi w Las Churchilla (nazwany na cześć brytyjskiego premiera Winstona Churchilla). Wznosi się tutaj góra Debory (431 m n.p.m.), na której jest pomnik poświęcony brytyjskiej królowej Elżbiecie II. U podnóża góry przepływa strumień Awinoam. Całą okolicę porasta las, w którym można przechadzać się wytyczonymi szlakami turystycznymi. Są tu także wyznaczone tereny piknikowe. Z krawędzi masywu górskiego Hare Nacerat rozciąga się piękny widok na położoną poniżej Dolinę Jezreel, Górę Tabor i będące naprzeciwko wzgórza Gilboa. W północnej części miasta wznosi się góra Har Jona (573 m n.p.m.). Utworzono tutaj niewielki rezerwat przyrody, w którym występuje największa w kraju koncentracja kwiatów irysa Ha-Gilboa. Miasto zainwestowało wiele środków finansowych w rozbudowę infrastruktury turystycznej. W bogatej ofercie znajdują się między innymi przejażdżki na osłach, wycieczki samochodami terenowymi, obserwowanie dzikich ptaków i wiele innych. Dodatkowym atutem jest bliskość starego miasta Nazaret, które przyciąga wielu turystów i chrześcijańskich pielgrzymów.
W mieście znajduje się luksusowy hotel Plaza Hotel z własnym basenem.

## Sport i rekreacja
W południowej części miasta znajduje się odnowiony w 2004 roku Green Stadium, który może obecnie pomieścić prawie 4,5 tys. widzów. W jego sąsiedztwie jest zlokalizowany kompleks budynków spa z odkrytym kąpieliskiem letnim. W zachodniej części miasta, przy centrum kultury znajduje się kompleks kortów tenisowych i basen kryty. Tutejsza drużyna piłkarska Hapoel Nof ha-Galil gra w II lidze krajowej (Liga Leumit). W latach 2003–2006 grała w I lidze (Ligat ha’Al). W mieście istnieje także drużyna koszykarska Hapoel Nazareth Illit.